# Viviendas y oficinas para Rafael Sánchez
Las Viviendas y oficinas para Rafael Sánchez son un edificio de la ciudad de Madrid.

## Historia y características
La edificación se encuentra situada en el número 16 de la Gran Vía, en el barrio de Justicia del distrito Centro de la capital española, teniendo también número en el 4 de la calle del Clavel y el 10 de la calle de la Reina.
Proyectado en 1914 por Julio Martínez-Zapata, la obra se ejecutó entre 1914 y 1916. Con un regusto general de estilo moderno francés en la fachada, contrasta su torre neobarroca. El proyecto recibió el tercer premio de arquitectura del Ayuntamiento de Madrid en 1918.